# ケテレシュ・ラースロー
ケテレシュ・ラースロー（Köteles László, 1984年9月1日 - ）は、ハンガリー・チョングラード県マコー出身の元サッカー選手。ポジションは、ゴールキーパー。

## 経歴

### ヘンク
2009年8月、KRCヘンクに買い取りオプション付きのレンタルで加入。加入当初はポジション確保に苦しんだが、プレーオフを経てレギュラーに抜擢された。シーズン終了後、買い取りオプションが行使されヘンクに完全移籍。
UEFAチャンピオンズリーグ 2011-12予選プレーオフのマッカビ・ハイファFC戦ではPK戦で2度ストップし本戦出場権獲得に貢献した。
チャンピオンズリーグデビューとなったバレンシアCFではクリーンシートを達成した。チェルシーFC戦ではダヴィド・ルイスのPKを阻止し1-1のドローに持ち込んだ。